# Stegastes emeryi
Stegastes emeryi är en fiskart som först beskrevs av Allen och Randall, 1974.  Stegastes emeryi ingår i släktet Stegastes och familjen Pomacentridae. Inga underarter finns listade i Catalogue of Life.